# Francis Dodd
Francis Edgar Dodd, född 29 november 1874, död 7 mars 1949, var en brittisk konstnär.
Dodd utbildade sig dels som målare, och framträdde både med genrebilder och med landskap, dels som grafiker, på vilket område han vann vidsträckt berömmelse. Dodd är representerad vid bland annat Nationalmuseum i Stockholm.